# Фризька правда
Фризька правда (лат. Lex Frisionum) — збірка норм звичаєвого права племені фризів з 33 глав, складена латиною між 782 та 802 роками. Текст відомий нам з видання 1557 року базельського гуманіста Йоганна Герольда.

## Історія
Вважається, що ця «правда» була письмово зафіксована під час правління франкського короля Карла I, після 785 року, коли завоювання Фризії було завершено. Про характер складання немає єдиної думки: одні вчені вважають її результатом одноразової фіксації, напевніше на Аахенському рейхстазі 802 року, інші вважають, що усі її частини виникли різночасно і складання є результатом компіляції приватної особи або групи правників.

## Зміст

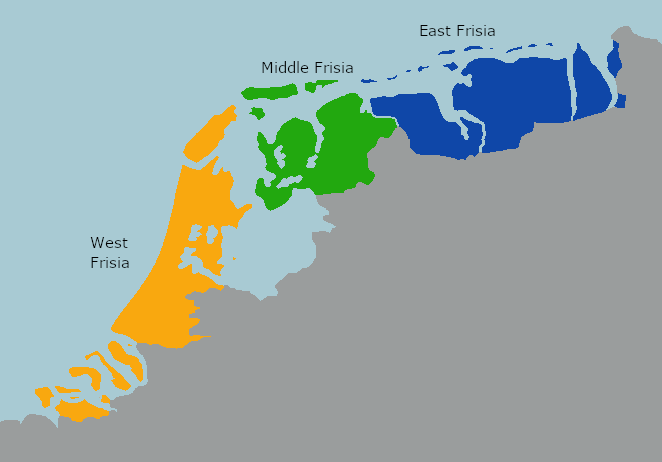
Розмежування Фризії згідно з Фризькою правдою

Має складний склад. Перша частина — власне «Фризька правда» — має 22 глав. Вона містить запис правових звичаїв фризів, запозичення з Алеманської і Ріпуарської правд, переробку деяких постанов франкських королів. Ключовими поняттями є соціальні статуси і вергельд.
Фризи були розділені на чотири стани, для яких прописувалися закони і встановлювалися штрафи за порушення цих законів. Це були шляхтичі, вільні люди, кріпаки і раби. Духовенство не згадується в кодексі, оскільки не підкорялося цивільному праву.
Фризи, що мали статус вільних людей, отримали право обирати свого подесту або імператорського губернатора. Норми діяли на всій території Фризії, але для Західної Фризії — між Сінкфалом і Влі — і Східної Фризії — між Лауерсом і Везером — прописано декілька спеціальних положень.
Друга частина — «Доповнення мудреців» (Additio sapientum), що складається з 11 глав, за своїм змістом є переважно переліком штрафів за різні провини і злочини. Відображає панування родоплемінних відносин у фризьких племен.